# سیارک ۲۳۵۸۷
سیارک ۲۳۵۸۷ (به انگلیسی: 23587 Abukumado، نامگذاری:1995TE8) بیست و سه هزار و پانصد و هشتاد و هفتمین سیارک کشف شده‌است که در ۲ اکتبر ۱۹۹۵ کشف شد.
قدر مطلق سیارک برابر ۲۳٫۴ است.